# Гамба, Румон
Румон Гамба (англ. Rumon Gamba; род. 24 ноября 1972) — английский дирижёр.
Учился музыке в Даремском университете, затем изучал дирижирование в Королевской академии музыки, в том числе у Колина Дэвиса. В 1998—2002 гг. работал в Филармоническом оркестре BBC, базирующемся в Манчестере, затем в 2002—2010 гг. возглавлял Исландский симфонический оркестр. В 2007 г. дебютировал за пультом Норрландской оперы с концертной программой английской музыки, после чего в 2009 г. возглавил эту оперную труппу. Одновременно с 2011 г. руководит Ольборгским симфоническим оркестром.
Среди заметных страниц в карьере Гамбы — оперетта Леонарда Бернстайна «Кандид» в Английской национальной опере (2008) и мировая премьера оперы Нико Мьюли «Два мальчика» там же (2011), а также серия концертов в Умео по случаю объявления его Культурной столицей Европы (2014) — в ходе серии были исполнены все симфонии Людвига ван Бетховена, каждая из которых соседствовала с каким-либо современным произведением. Гамба также дирижировал мировой премьерой Концерта для альта с оркестром Бретта Дина (2005, с Симфоническим оркестром BBC). Из записей Гамбы наибольшее внимание привлекли несколько альбомов Венсана д’Энди (с Исландским симфоническим оркестром) и альбом киномузыки Эриха Вольфганга Корнгольда (с Филармоническим оркестром BBC).